# Kyle Filipowski
Kyle Jarred Filipowski, född 7 november 2003 i Middletown i New York, är en amerikansk professionell basketspelare (C) som spelar för Utah Jazz i National Basketball Association (NBA).
Han draftades av Utah Jazz i andra rundan i 2024 års draft som 32:a spelare totalt.
Innan Filipowski blev proffs studerade han vid Duke University och spelade för deras idrottsförening Duke Blue Devils.